# بطولة الأمم الخمس 1998
بطولة الأمم الخمسة 1998 (بالإنجليزية: 1998 Five Nations Championship)‏ هو الموسم 104 من  بطولة الأمم الستة، وهو الموسم 104 من  بطولة الأمم الستة. كان عدد الأندية المشاركة فيه  5، وفاز فيه منتخب فرنسا الوطني لاتحاد الرغبي.